# Насмотревшись детективов
«Насмотревшись детективов» (англ. Watching the Detectives) — американский фильм режиссёра Пола Сотера 2007 года. 
В главных ролях — голливудские звёзды Киллиан Мёрфи и Люси Лью.
Премьера состоялась в Нью-Йорке, США 1 мая 2007 года на Кинофестивале «Трайбека».
В России премьера состоялась 11 сентября 2008 года.

## Сюжет
Главный герой — скромный парень Нейл — помешан на кинематографе, пересмотрев почти все фильмы во всех жанрах и потому зная о них все. У него свой видеосалон, в котором заключается вся его однообразная жизнь, и друзья, также помешанные на фильмах. Отношения с противоположным полом оставляют желать лучшего, пока он не встречает Вайлет, девушку, которая не может жить без приключений, порою выходящих за рамки закона, как разгром магазина. Она вносит огромные изменения в скучную жизнь Нейла, стараясь вырвать парня из его серого мирка и показать, что реальный мир не так уж плох, если постараться. Нейл же, привыкший видеть подобные приключения лишь на экранах телевизора, сначала относится к неограниченному поведению Вайлет скептически и со страхом, но постепенно в нём оживает дух приключений и парень меняется в лучшую сторону, забывая о магазине и фильмах.
Последний розыгрыш Вайлет заключается в том, чтобы Нейл под видом грабителя в костюме ковбоя ограбил людей, к которым она устроилась на работу и которые нелегально держат карточный клуб и казино. Все едва не заканчивается трагически, поскольку у тех людей оказывается оружие, однако Нейлу везет и он успешно крадёт около двадцати тысяч долларов. На следующий день к нему приходит Вайлет, и от неё парень узнает, что девушка лишь использовала его с самого начала, чтобы тот украл для неё деньги.
Жизнь Нейла возвращается к видеосалону и фильмам, однако парень уже не может жить своей прошлой жизнью, поскольку теперь все кажется ему скучным и неинтересным. Нейл скучает по безбашенной Вайлет и впадает в депрессию.
Неожиданно через некоторое время к нему возвращается Вайлет. Оказывается, расставание было очередным её розыгрышем, как и история о деньгах, на которые девушка купила парню новую машину. Вайлет признается Нейлу о том, что он ей действительно нравится и все эти розыгрыши она устраивает потому, что ей нравится острая и шумная реакция парня, и предлагает ему съездить вдвоем в Лас-Вегас, поскольку у неё ещё остались деньги. Последний кадр фильма — смеющиеся Нейл и Вайлет, которые едут в новой машине в Грейсленд..

## В ролях
- Киллиан Мёрфи — Нейл
- Люси Лью — Вайолет
- Джейсон Судейкис — Джонатан
- Джоэль Марш Гарлэнд — Лысый клиент
- Мэттью Бэкер — Бро
- Хезер Бёрнс — Дениз
- Коннор Фокс — Грейг

## Интересные факты
- Пол Сотер написал сценарий и выступил режиссёром фильма
- Российский слоган картины — «Давно не было девушки? Сходи в кино!». В оригинале он звучит как «Sometimes love is stranger than fiction»
- Бюджет составил $ 2 миллиона
- Съёмки начались 10 июля 2006 года и проходили в Бруклине, Нью-Джерси и Нью-Йорке
- Название фильма позаимствовано из песни Элвиса Костелло с его первого студийного альбома «My Aim Is True»[3]
- Первоначально выход фильма в прокат планировалось приурочить ко Дню Святого Валентина в 2008 году[4], но после кинофестиваля в Палм-Спринг в январе 2008 года решение было отдано в пользу выхода на DVD. Первым DVD-диск увидела Польша в феврале 2008 года, а Североамериканский DVD появился чуть позже — 12 августа 2008 года[5].

## Мировой релиз
- США — 12 января 2008 года — в рамках Международного кинофестиваля в Палм-Спринг
- Польша — 20 февраля 2008 года — премьера на DVD
- Португалия — 6 июня 2008 года — премьера на DVD
- Германия — 25 июля 2008 года — премьера на DVD
- США — 12 августа 2008 года — премьера на DVD
- Италия — 3 декабря 2008 года — премьера на DVD
- Австралия — 23 октября 2009 года — премьера на ТВ
- Аргентина — 10 января 2010 года — премьера на DVD